# Jóhannes Sveinsson Kjarval
Jóhannes Sveinsson Kjarval (15. oktober 1885 - 13. april 1972) var en islandsk kunstner. Han regnes for en af de fineste billedkunstnere fra Island.
Hans kunstværker er meget forskellige i form og udtryk, og de fleste forestiller islandske landskaber i mytisk stil. Bl.a. skilderes elver, trolde og karakterer fra de islandske sagaer. Hans arbejder varierer meget i stil, og ofte blandes flere stilarter til en meget personlig stil. Selv om den ikke er egentlig surrealistisk, omfatter stilen både absurde og symbolistiske elementer, fx ved at indsætte alfer og mytiske personer i landskaber. Mange af hans landskabsmalerier har træk fra kubismen og abstrakt kunst. Kjarval har været omdiskuteret og kritiseret på grund af denne usædvanlige blanding af stilarter. I Reykjavik findes museet Kjarvalsstaðir med hans kunst. 